# Les Pêcheurs
Les Pêcheurs est une série télévisée humoristique québécoise en 65 épisodes de 22 minutes créée et interprétée par Martin Petit, diffusée entre le 11 septembre 2013 et le 6 décembre 2017 à ICI Radio-Canada Télé. La série est tournée en Estrie.

## Synopsis
À chaque épisode, Martin Petit invite à son chalet des amis (souvent humoristes comme lui) dans l'espoir de partager du bon temps. Bien que le scénario relève de la fiction, les humoristes invités jouent leur propre rôle en parodiant leur personnalité ou leur image publique.

## Distribution
- Martin Petit : Lui-même
- Geneviève Gagnon : serveuse du casse-croûte
- Michel Perron : Employé du dépanneur
- Pierrette Robitaille : mère de Martin
- Julie Beauchemin : blonde de Martin
- Serge Houde : père de Martin
- Émile L'Heureux : fils de Martin
- Achille L'Heureux : fils de Martin

## Épisodes et invités

### Première saison (2013)
La première saison a été diffusée du 11 septembre au 4 décembre 2013.
Résumé
1. Remède à l'amour
2. Le Cauchemar de Martin
3. Amitié non réciproque
4. Si jeunesse savait
5. La Gourou
6. Le Party
7. Les Dépendances
8. Mourir dans l'originalité
9. Le Voisin
10. L'Œil au beurre noir
11. La Passion
12. La Peur des clowns
13. Le Pouvoir des émotions

Cotes d'écoutes
Le 11e épisode, diffusé le 20 novembre 2013, a été l'épisode le plus regardé, avec 1 199 000 téléspectateurs. Le 5e épisode, diffusé le 9 octobre 2013 a été l'épisode le moins regardé, avec 851 000 téléspectateurs.
| №  | Invités                                                    | Première diffusion | Cotes d'écoute  | Cotes d'écoute | Rang semaine |
| -- | ---------------------------------------------------------- | ------------------ | --------------- | -------------- | ------------ |
| 1  | Alex Perron et Jean-François Mercier                       | 11 septembre 2013  | en stagnation   | 1 115 000      | 5e           |
| 2  | Claude Meunier, Rémy Girard, Guillaume Wagner et Mike Ward | 18 septembre 2013  | en diminution   | 1 089 000      | 9e           |
| 3  | Alexei Kovalev et Patrice Robitaille                       | 25 septembre 2013  | en diminution   | 955 000        | 12e          |
| 4  | Jean-Michel Anctil et Mario Tessier                        | 2 octobre 2013     | en augmentation | 1 110 000      | 8e           |
| 5  | Laurent Paquin et Sylvain Larocque                         | 9 octobre 2013     | en diminution   | 851 000        | 21e          |
| 6  | Michel Courtemanche et Marie-Lise Pilote                   | 16 octobre 2013    | en augmentation | 1 013 000      | 13e          |
| 7  | José Gaudet et Patrick Groulx                              | 23 octobre 2013    | en augmentation | 1 058 000      | 12e          |
| 8  | Guy A. Lepage et François Morency                          | 30 octobre 2013    | en diminution   | 1 033 000      | 10e          |
| 9  | Marc Messier                                               | 6 novembre 2013    | en diminution   | 983 000        | 11e          |
| 10 | Cathy Gauthier et Yves Pelletier                           | 13 novembre 2013   | en augmentation | 1 081 000      | 10e          |
| 11 | François Massicotte et Pierre Verville                     | 20 novembre 2013   | en augmentation | 1 199 000      | 8e           |
| 12 | André Sauvé et Dominique Lévesque                          | 27 novembre 2013   | en diminution   | 1 173 000      | 7e           |
| 13 | Claude Legault et Dominic Paquet                           | 4 décembre 2013    | en diminution   | 1 043 000      | 5e           |

### Deuxième saison (2014)
La deuxième saison a été diffusée du mercredi 10 septembre au 3 décembre 2014.
Résumé
1. L'Amour fou (1re partie)
2. L'Amour fou (2e partie)
3. La Colère
4. La Jalousie
5. La Guerre
6. Les Ex
7. La Fête des Pères
8. L'Intervention
9. L'Intimidation
10. Le Potinage artistique
11. Le Sandwich
12. Le Monopoly
13. Le Noël des pêcheurs

Cotes d'écoutes
Le premier épisode a été le plus regardé de la saison, avec 1 252 000 téléspectateurs. Le 4e épisode, diffusé le 1er octobre 2014, a été le moins regardé, avec 898 000 téléspectateurs.
| №  | Invités                                                                                       | Première diffusion | Cotes d'écoute  | Cotes d'écoute | Rang semaine |
| -- | --------------------------------------------------------------------------------------------- | ------------------ | --------------- | -------------- | ------------ |
| 1  | Claude Legault, Renée-Claude Brazeau et François Massicotte                                   | 10 septembre 2014  | en augmentation | 1 252 000      | 9e           |
| 2  | Claude Legault, Renée-Claude Brazeau, François Massicotte, Pauline Martin et les Denis Drolet | 17 septembre 2014  | en diminution   | 1 054 000      | 13e          |
| 3  | Yves P. Pelletier et André Ducharme                                                           | 24 septembre 2014  | en diminution   | 1 070 000      | 12e          |
| 4  | Laurent Paquin et Sugar Sammy                                                                 | 1er octobre 2014   | en diminution   | 898 000        | 19e          |
| 5  | Patrick Huard, Jean-Nicolas Verreault et Marc Dupré                                           | 8 octobre 2014     | en augmentation | 1 070 000      | 10e          |
| 6  | Michel Barrette, Martin Laroche et Cathy Gauthier                                             | 15 octobre 2014    | en augmentation | 1 109 000      | 11e          |
| 7  | Peter MacLeod et Jean-François Mercier                                                        | 22 octobre 2014    | en diminution   | 1 014 000      | 11e          |
| 8  | André Sauvé, François Bellefeuille, Michel Mpambara et Louis-José Houde                       | 29 octobre 2014    | en diminution   | 1 101 000      | 10e          |
| 9  | Rachid Badouri et Alex Perron                                                                 | 5 novembre 2014    | en diminution   | 961 000        | 13e          |
| 10 | Guy A. Lepage, Mahée Paiement et Marie-Lise Pilote                                            | 12 novembre 2014   | en augmentation | 1 148 000      | 7e           |
| 11 | Mario Tessier                                                                                 | 19 novembre 2014   | en diminution   | 999 000        | 13e          |
| 12 | Marc Messier, Marcel Gauthier et Michel Côté                                                  | 26 novembre 2014   | en augmentation | 1 091 000      | 10e          |
| 13 | Claude Meunier, Kim Lizotte, Dominic Paquet, Jean-Thomas Jobin                                | 3 décembre 2014    | en augmentation | 1 099 000      | 5e           |

### Troisième saison (2015)
1. Le Band avec Réal Béland, Laurent Paquin et Phil Roy
2. La Dépression d'Alex avec François Massicotte, Dominic Paquet et Alexei Kovalev
3. Le Prisonnier (partie 1) avec Jean-Michel Anctil et Guy A. Lepage
4. Le Prisonnier (partie 2) avec Jean-Michel Anctil et Guy A. Lepage
5. Le Scandale avec Vincent Léonard et Anne-Élisabeth Bossé
6. Le faux fils avec Claude Legault
7. L'Oléoduc avec Sugar Sammy et André Ducharme
8. L’Île extrême avec Jean-Thomas Jobin, Anaïs Favron, Bruno Landry et Émily Bégin
9. Le Felquiste avec Cathy Gauthier, Martin Laroche et Philippe Laprise
10. Le Nouvel Ami avec Jean-François Mercier et Mario Bélanger
11. Je suis Bégin avec Christian Bégin et Maxim Martin
12. Les Perséides avec Mariana Mazza et Peter MacLeod
13. Le Courage avec José Gaudet et Mario Tessier

### Quatrième saison (2016)
1. Le Syndrome post-traumatique avec Guy A Lepage, Jean-Michel Anctil, Julie Ringuette, Hugolin Chevrette
2. Le Karaoké avec Lise Dion, Serge Houde, Pierrette Robitaille
3. Slugger avec Jean-François Mercier
4. Le Nouveau Chalet avec Jean-François Mercier, Martin Matte, Christine Beaulieu
5. Les fantômes électriques avec Dominic Paquet, Julie Beauchemin
6. Maximize avec Alex Perron, Laurent Paquin
7. L'ermite avec Patrice Lecuyer, François Massicotte
8. La mouche avec Jean-Nicolas Verrault, Mariana Mazza
9. Le souper mystère avec Macha Grenon, Mitsou Gélinas, Cathy Gauthier, Pierrette Robitaille
10. Les Denis avec Denis Arcand, Vincent Léonard, Sébastien Dubé
11. Les Ha! Ha! avec Claude Meunier
12. Le Camp avec Mario Tessier et Phil Laprise
13. Le Parrain avec François Morency et Julie Beauchemin, Marie-Laurence Moreau

### Cinquième saison (2017)
Elle a été diffusée du 13 septembre au 6 décembre 2017.
1. RBO
2. Pink Konnivence, Laurent Paquin, Phil Roy et Réal Béland
3. Laurent Paquin, Phil Roy et Réal Béland
4. Élie Semoun
5. Marc Messier
6. Marc Messier
7. Jean-François Mercier
8. Jean-François Mercier
9. Dominic Paquet, Jean-Nicolas Verreault
10. Dominique Lévesque
11. Mitsou et Caroline Néron
12. Le Père de Martin
13. Claude Legault et Cathy Gauthier

## Distinctions

### Récompenses
- - meilleure réalisation pour un spécial humoristique pour Jean-François Asselin
  - meilleur texte pour un spécial humoristique pour Martin Petit
  - meilleur spécial humoristique pour l'épisode Le Noël des pêcheurs
  - meilleur site web

### Nominations
Sauf indication contraire, les informations mentionnées dans cette section peuvent être confirmées par la base de données cinématographiques IMDb,  présente dans la section « Liens externes ».
- Prix Écrans canadiens 2014 : meilleur son d'ensemble, toutes catégories dramatiques
- Prix Écrans canadiens 2015 : meilleur son dans une fiction
- Prix Écrans canadiens 2017 : meilleure réalisation pour une comédie : Pascal L'Heureux pour l'épisode Le Nouveau Chalet
- Prix Écrans canadiens 2018 : meilleure réalisation pour une comédie : Pascal L'Heureux pour l'épisode Mon père